# Ludwig Peter von der Marck
Graf Ludwig Peter von der Marck (* 3. Juli 1674; † 4. November 1750 in Aachen) war ein französischer Generalleutnant, Diplomat und Gouverneur von Cambrai.

## Herkunft
Seine Eltern waren Franz Anton von der Marck-Schleiden (* 1640/1641; † 21. Juni 1680), Graf von Schleiden, Baron von Lumain und Seraing – ein Enkel von Philipp von der Marck – und dessen Ehefrau Maria Katharina von Wallenrodt (* 1648; † 4. April 1726). Sein Bruder Julius August (1680–1753) war kaiserlicher Generalfeldzeugmeister und Gouverneur von Jülich.

## Leben
Er war anfangs für den geistlichen Stand vorgesehen, wandte sich dann aber dem weltlichen Leben zu und ging in das Regiment Fürstemberg, wo er 1697 maistre de camp wurde. 10 Monate später wechselte er in ein französisches Infanterie-Regiment, wurde 1704 zum Brigadier und 20. März 1709 zum Maréchal de camp ernannt. Im Jahr 1717 wurde er dann Adjutant des Königs und ging als französischer Gesandter nach Schweden. Am 8. März 1718 wurde er zum Generalleutnant befördert. Er erhielt am 2. Februar 1724 den Orden St. Michiel. 1738 kam er als Gesandter an den spanischen Hof. Dort vermittelte er die Hochzeit der ältesten französischen Prinzessin Louise Élisabeth mit dem Infanten Don Philipp, wofür er 1739 den Orden vom Goldenen Vließ erhielt, außerdem wurde er Grande von Spanien erster Klasse. Anschließend machte man ihm zum Gouverneur von Cambrai. Bei Abschied vom spanischen Hof erhielt er vom König ein Bildnis im Wert von 12.000 Piastern. Eine Gesandtschaft am kaiserlichen Hof schlug er aus, da er deutscher Reichsgraf war.
Er begab sich wegen einer Erkrankung in das Bad von Aachen, wo er 1750 starb.

## Familie
Er heiratete am 12. Mai Marie Marguerite Françoise de Rohan-Chabot (* 25. Dezember 1680; † 28. Januar 1706). Das Paar hatte mehrere Kinder:
- Louis Engelbert (* 22. November 1701; † 5. Oktober 1773), französischer Generalleutnant und Gouverneur von Cambrai

⚭ 1727 Marie Anne Hyacinthe de Visdelou de Bienassis († 1731)
⚭ 1744 Marie Anne Françoise de Noailles (* 12. Januar 1719)
- Felicitas Charlotte (* 1704)